# Stenophrixothrix martinezi
Stenophrixothrix martinezi är en skalbaggsart som beskrevs av Wittmer 1988. Stenophrixothrix martinezi ingår i släktet Stenophrixothrix och familjen Phengodidae. Inga underarter finns listade i Catalogue of Life.